# تننو-جی (تایتو)
تننو-جی (天王寺) یک تیانتای معبد بودیسم است که در تایتو-کو، توکیو در توکیو قرار دارد.